# Area archeologica di Rio Tavana
L'area archeologica di Rio Tavana è un'area archeologica situata lungo l'argine dell'omonimo torrente nel comune di Lecce nei Marsi (AQ), in Abruzzo.

## Villaggio neolitico di Rio Tana

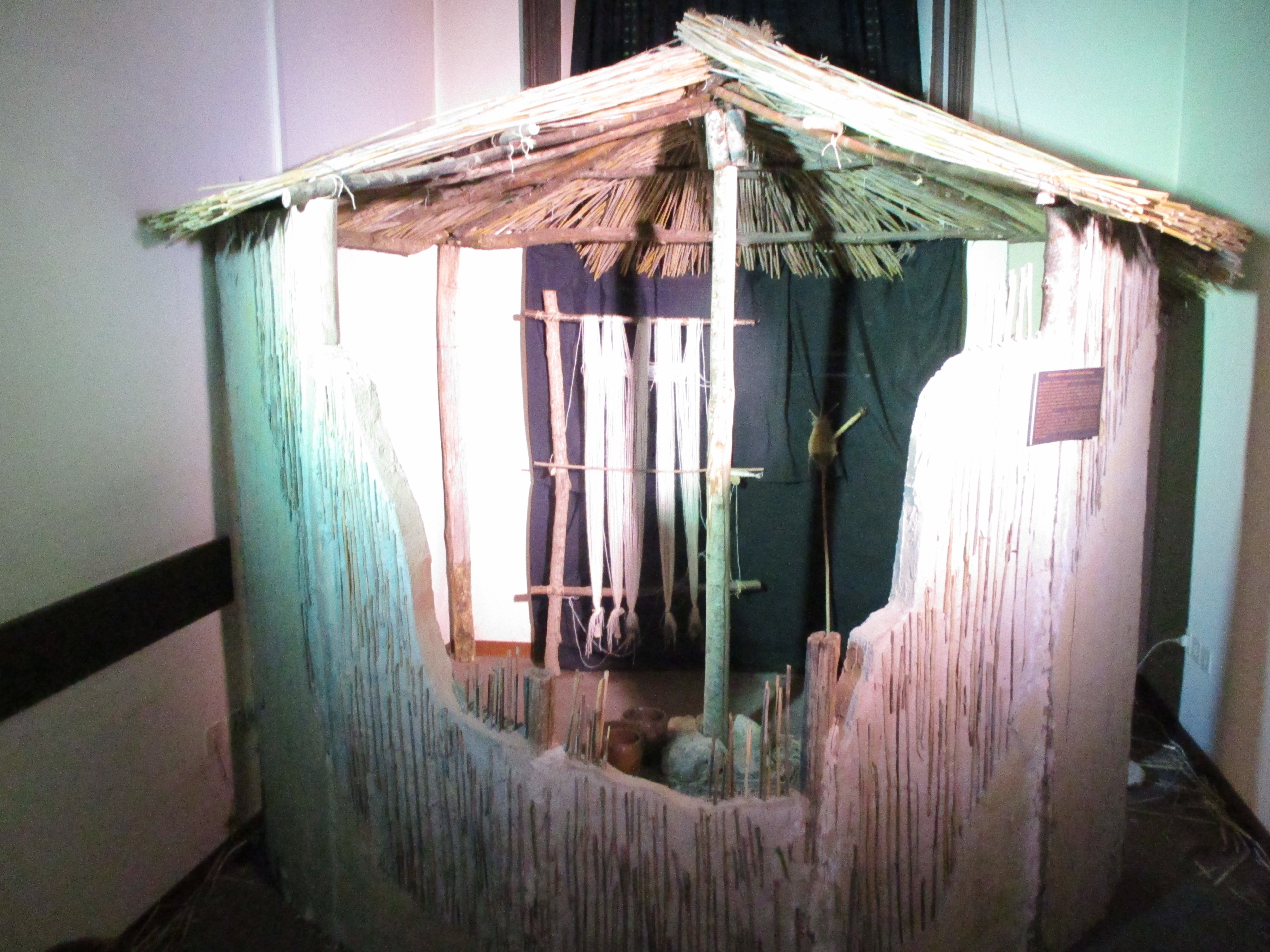
Ricostruzione di una capanna neolitica del Fucino

Nei pressi del corso del torrente Tavana, oltre il vallone di Santa Lucia a Lecce nei Marsi, a nord est rispetto al sito di interesse archeologico della valle di Amplero, sono tornate alla luce tracce di un villaggio primordiale riconducibile al neolitico antico, databile intorno al 6.800 a.C. (VII millennio a.C.), detto "villaggio di Rio Tana".
Gli scavi hanno avuto inizio nel 1985, a seguito di una frana causata da un'alluvione. Precedentemente, opere compiute negli anni sessanta di regimentazione del torrente, avevano già favorito l'erosione dell'argine sinistro. I primi ritrovamenti attestano un cambiamento nel modus vivendi delle bande nomadi, provenienti presumibilmente dalla contemporanea Puglia, che diventarono stanziali. Gli uomini da cacciatori occasionali divennero allevatori e coltivatori, vivendo stabilmente nel villaggio fucense e modificando anche le proprie abitudini alimentari. In questo periodo è attestato l'innalzamento del livello dell'acqua del lago che probabilmente oscillava tra i 665 e i 675 m s.l.m., ben oltre la delimitazione del contemporaneo nucleo urbano di Ortucchio; i primi abitanti del villaggio di Rio Tana si cibavano dunque anche di pesce. La capanna, localizzata nel bordo terrazzato, fu innalzata attraverso la realizzazione di buchi nel terreno dove i pali di legno venivano fissati attraverso l'ausilio delle pietre e della malta. Le pareti furono invece costruite con argilla, paglia e intrecci lignei. Tra i vari reperti sono riemersi un raro ago in osso, le selci dei falcetti, frammenti di macine e vari attrezzi il cui utilizzo era legato alle coltivazioni.
Nella seconda metà degli anni settanta un cippo funerario con  un'epigrafe dedicata ad Aulo Virgio Marso è stato rinvenuto nei pressi del torrente Tavana.

## Castelluccio e il vicus Anninus
L'antico centro fortificato di Castelluccio, collocato su un colle del monte Cirmo, sorge a 1 095 m s.l.m. a sud ovest del vallone Macrano, piccola gola situata oltre il settore sud orientale della piana del Fucino, tra i contemporanei territori comunali di Lecce nei Marsi e Gioia dei Marsi, in Abruzzo. Il sito ha offerto, in area marsa, una testimonianza di continuità della frequentazione dal periodo italico al Pieno Medioevo. Il nome Anninus sarebbe legato al gentilizio collocato nell'area di confluenza del Rio Emma con il torrente Tavana. Il nucleo fortificato del monte Cirmo, risalente al IV secolo a.C., costituì con ogni probabilità l'acropoli del vicus. In epoca romana il centro, in cui nel corso del I secolo visse dopo la carriera militare Aulo Virgio Marso, dipese dal municipium di Marruvium. Nei pressi dell'antica chiesa di San Martino in Agne, in cui "Agne" sarebbe la forma corrotta del toponimo medievale "Anninus" ("Annio") e della quale resta in piedi solo la torre campanaria, c'era un santuario dedicato a Valetudo collocato a circa 750 m s.l.m. Dalle località di Castelluccio e Taroti sono tornati alla luce diversi reperti come le epigrafi, frammenti di statuette bronzee come parti di piedi e mani, antefisse decorate, punte di giavellotto, frammenti ceramici e maioliche. Il sito è sovrastato dai ruderi di Lecce Vecchio, incastellamento medievale sorto a 1278 m s.l.m. su un preesistente ocre preromano.